# Embarras (rivière de l'Illinois)
Pour l’article homonyme, voir Embarras (rivière de l'Alberta).
La rivière Embarras est un cours d'eau de l'État de l'Illinois aux États-Unis.

## Géographie
La rivière prend sa source dans le Comté de Champaign, près de l'Université de l'Illinois à Urbana-Champaign dans la ville d'Urbana.
Les derniers kilomètres de son parcours sont canalisés. La rivière Embarras se jette dans la rivière Wabash à une dizaine de kilomètres au sud-ouest de la ville de Vincennes.
Cette rivière était encombrée d'obstacles tels que des arbres morts flottants ou encombrants le passage. Son nom lui fut ainsi donné par les explorateurs français et coureurs des bois canadiens-français quand ils arpentaient cette région septentrionale de la Louisiane française et des Grands Lacs, à l'époque de la Nouvelle-France.

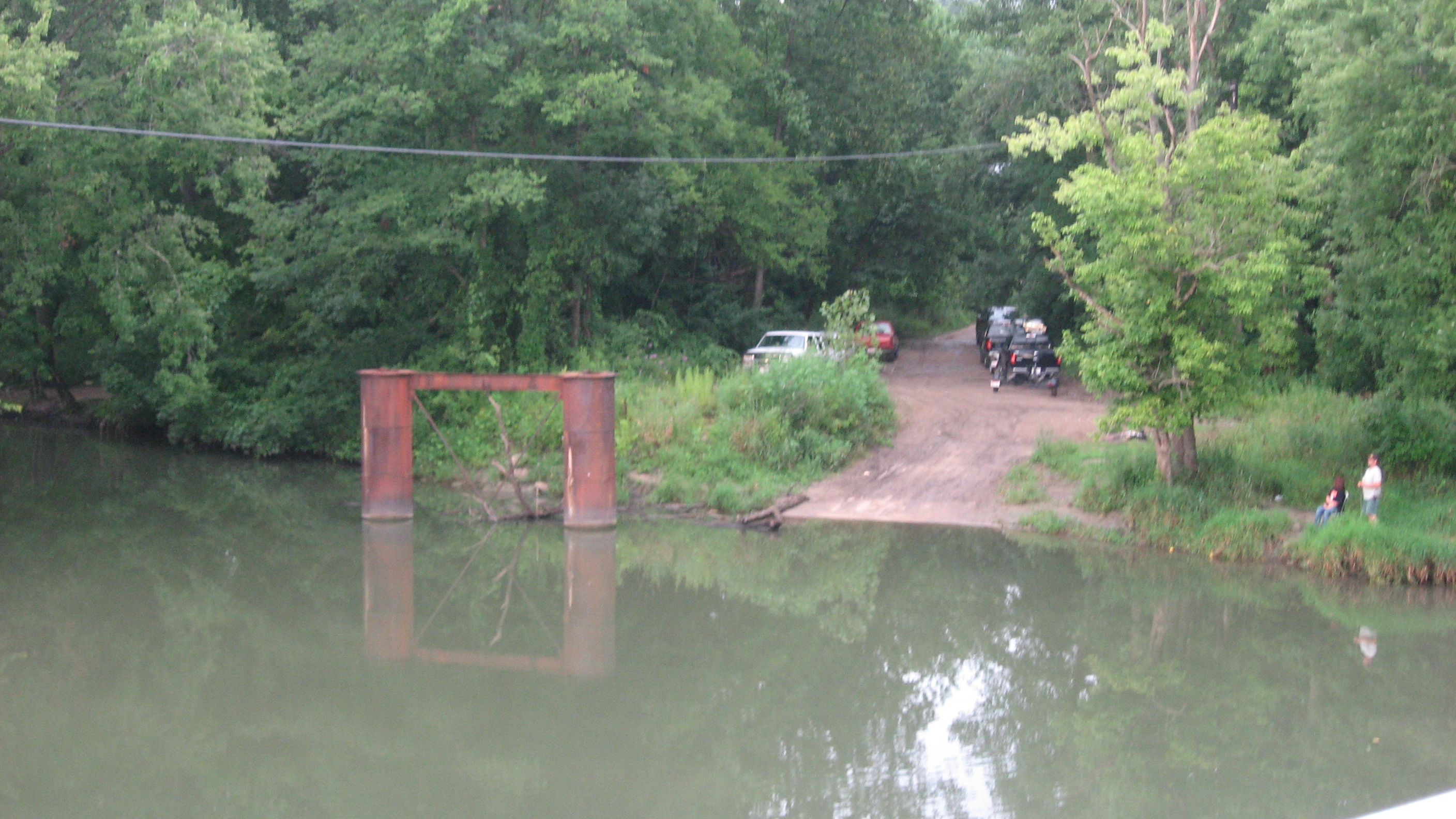
Harrison Street Bridge site près de Charleston.